# Star Trek: Deep Space Nine (3. évad)
A következőkben a Star Trek: Deep Space Nine televíziós filmsorozat harmadik évadának epizódlistája olvasható. 
|  | Alább a cselekmény részletei következnek! |

## Harmadik évad
| No. | Cím | Eredeti cím               |
| --- | --- | ------------------------- |
| 47. | A kutatás, I. rész | The Search, Part I        |
| 47. | A Csillagflotta és a Romulán Csillagbirodalom is szeretne minél többet megtudni a Domíniumról, ezért Sisko kapitány rendelkezésére bocsátanak egy, a flotta filozófiájába nem épp illeszkedő módon, kifejezetten harcra tervezett csillaghajó-prototípust, a Defiant-ot, valamint hozzá egy kis meglepetést: egy romulán álcázót, az azt felügyelő romulán tiszttel együtt. A Defiant feladata, hogy átrepülve a Gamma Kvadránsba, felkutassa a Domínium titokzatos vezetőit, az Alapítókat. Az útra velük tart Quark, tekintve, hogy a ferengik üzleti kapcsolatban állnak a Domínium egyik tagjával, valamint Odo is, aki azonban, mivel a Csillagflotta gyakorlatilag leváltotta az állomás biztonsági főnöki posztjáról, épp a lemondását fontolgatja, és nem túl kooperatív. Quark üzletfelei, a karemmaiak, megadják egy Domínium szubtér-relé helyzetét, ám amikor O'Brien és Dax lesugároznak, hogy megvizsgálják, jem'hadar hajók támadják meg a Defiant-ot, amelyet a kilátástalan helyzet miatt a legénységnek hamarosan el kell hagynia. |                           |
| 48. | A kutatás, II. rész | The Search, Part II       |
| 48. | A jem'hadar hajók által alaposan helyben hagyott, és emiatt kiürített Defiant legénysége, az alakváltók bolygóján földet ért Kira és Odo kivételével hazatér az állomásra, és Sisko ott értesül róla, hogy a Domínium már meg is kezdte a béketárgyalásokat a Föderációval. Odo eközben jó úton halad a 'családjába' történő teljes beilleszkedés felé, Kira azonban nem találja a helyét, így az alakváltók tiltása ellenére megpróbál kapcsolatba lépni a Csillagflottával, de akadályba ütközik egy, valahol a közelben generált zavarómező formájában. Siskonak egyre gyanúsabbá válik a Csillagflotta vezérkarának viselkedése, ami mintha mindent eltűrne a Domínium részéről, sőt, a békeszerződés végső formájában a Föderáció még a féreglyukról, és a Bajorról is lemond a Domínium javára. A parancsnok, más megoldást nem látva, maga köré gyűjti tiszttársait, hogy a féreglyuk megsemmisítésével megakadályozzák a Domínium benyomulását az Alfa Kvadránsba. Ám mikor Kira megtalálja a zavarójel forrását, a történet váratlanul új fordulatot vesz. |                           |
| 49. | A Quark-ház | The House of Quark        |
| 49. | Rosszul megy az üzlet Quark bárjában, az utolsó vendég, egy részeg klingon pedig saját tőre áldozatává válik, mikor összeszólalkozik Quarkkal az elfogyasztott vérborok árának kiegyenlítésén. Quark jó lehetőséget látva az ügyben, azt hangoztatja, hogy párbajban győzte le a klingont, amitől a bár látogatottsága, ahogyan azt remélte is, megugrik. Hamarosan azonban megjelenik a halott klingon özvegye (aki a klingon szokásoknak megfelelően azt követeli, hogy Quark vegye feleségül), és mikor Quark valamivel később a klingon anyabolygón tér magához, kezdi úgy érezni, talán mégsem volt olyan jó az az ötlet. |                           |
| 50. | Egyensúly | Equilibrium               |
| 50. | Daxot, eleinte minden különösebb ok nélkül, aggasztó hallucinációk kezdik gyötörni, amelyek érkezése előtt mindig egy dallamot hall. Doktor Bashir, miután megvizsgálta, úgy dönt, jobb, ha trill orvosok gondjaira bízzák Jadziát, így Dax, Sisko, és Bashir elutaznak a Trill anyabolygóra. Az ott kapott kezelés eleinte hatásosnak bizonyul, majd Jadzia állapota hirtelen rohamos romlásnak indul, mikor Sisko és Bashir, kiderítve hogy mi az a dallam, amit Jadzia hall, megmutatják neki a zene szerzőjének képét. A trill orvosok úgy vélik, Jadzia menthetetlen, és el kell távolítani belőle a szimbiótát, ám mivel ez a halálát jelentené, Bashir és Sisko minden erejükkel igyekeznek más megoldást találni. |                           |
| 51. | Álca | Second Skin               |
| 51. | Kira, miután arról az időszakról kérdezik, amit állítólag egy kardassziai börtönben töltött, ám ő maga nem emlékszik ilyesmire, útnak indul, hogy kiderítse az igazságot. Azonban nyom nélkül eltűnik, és Sisko jó ideig nem tud a nyomára akadni. Kirát ugyanis elrabolták, a Kardassziára szállították, és sebészi úton kardassziaivá alakították, azt állítva, hogy ő valójában egy kardassziai kém, akit tíz éve állítottak a börtönben meghalt valódi Kira helyére. Az őrnagy minden erejével ellenkezik, és végül kiderül, nem is alaptalanul, ugyanis az Obszidián Rend ezzel a húzással akarta lebuktatni a Kardassziai Központi Parancsnokság egyik magas rangú tagját, aki titokban a disszidens-mozgalom vezetője. |                           |
| 52. | Találtgyerek | The Abandoned             |
| 52. | Quark legfrissebb 'nagy üzlete' nem várt meglepetéssel szolgál az állomás személyzetének, a megvett hajóroncs darabjai között ugyanis egy ismeretlen fajú csecsemőt is találnak egy sztáziskamrában. A gyermek gondozását ideiglenesen Dr. Bashirre bízzák, aki megdöbbenéssel tapasztalja annak villámgyors növekedését. Hamarosan nyilvánvalóvá lesz, hogy a jövevény egy fiatal jem'hadar, aki csak egyetlen személyt tisztel, és fogad el az állomás személyzetéből, Odot. Az alakváltó – miközben Bashir doktor kideríti, hogy a jem'hadarnak szüksége van egy különleges enzimre az életben maradáshoz – megpróbálja letéríteni a fiatal harcost a Domínium által genetikai programozással neki kiszabott útról, de mikor a jem'hadar egyre veszélyesebbé válik, önként vállalja, hogy visszajuttatja a Domínium területére. |                           |
| 53. | Riadó | Civil Defense             |
| 53. | Miközben O'Brien és Jake az állomás egyik ércfinomító egységének átalakításán dolgoznak, véletlenül beindítanak egy régi biztonsági programot, amit egy esetleges munkáslázadás elfojtására készítettek. A program biztonsági erőterekkel, mérges gázzal és lezárt ajtókkal gyakorlatilag túszul ejti a legénységet, akik persze minden erejükkel igyekeznek véget vetni az áldatlan állapotnak. Azonban úgy tűnik, a program áll nyerésre, végső érvként ugyanis bekapcsolja az önmegsemmisítő rendszert, amit csak egy embernek volna joga leállítani: Gul Dukatnak. Ám mikor az állomás egykori parancsnoka, a biztonsági program segélykérő jelzésére megérkezik, kellemetlen meglepetés éri: a program nem hagyja távozni a felrobbanással fenyegető állomásról, így Dukat végül eredeti terveit félreéve, kénytelen segíteni a személyzetnek, ha nem akar maga is meghalni. |                           |
| 54. | Meridian | Meridian                  |
| 54. | A Gamma Kvadránsban kutatásokat végző Defiant egy látszólag bolygók nélküli csillagra bukkan, és ott tanúi lesznek, amint egy lakható bolygó bukkan elő a semmiből. A Meridian lakói meghívják Siskoékat a bolygóra, és elmondják, hogy a bolygójuk minden hatvan évben átkerül egy másik dimenzióba, ahol a lakói pusztán tudatként léteznek. Mivel a fizikai jellemzőkkel is rendelkező dimenzióban töltött idő folyamatosan rövidül, jelenleg már csak tizenkét nap, és minden egyes alkalommal még kevesebb lesz, a meridianiaknak már nincs igazi társadalmuk, csak várják a néhány periódus múlva bekövetkező végpusztulást. Sisko és társai azonban felajánlják segítségüket, és úgy tűnik, sikerül is megoldást találniuk, ám az majd csak a következő dimenzióváltáskor fejti majd ki hatását. Jadzia, aki a tizenkét nap alatt szinte folyamatosan együtt dolgozott az egyik meridianival, és ezen idő alatt egymásba szerettek, dilemma előtt áll: a szerelemről, vagy eddigi életéről, és barátairól mondjon-e le azzal, hogy a hatvan évnyi nemlétbe készülő Meridanon marad, vagy sem. |                           |
| 55. | Defiant | Defiant                   |
| 55. | Az állomásra érkező (a Star Trek: The Next Generationból főszereplőként ismert) jóképű Riker parancsnoknak nem kell különösebben megerőltetnie magát, hogy elvarázsolja Kira őrnagyot, akit azonban hamarosan kellemetlen meglepetés ér: miután körbevezette Rikert az állomáson, majd megmutatja neki a Defiant-ot, az lelövi, és a hajóval együtt elrabolja. Hamarosan kiderül, hogy nem William, hanem Thomas Riker a tettes, aki időközben csatlakozott a Maquishoz, és számukra rabolta el a Defiant-ot, hogy csapást mérjenek vele egy állítólagos titkos kardassziai flottabázisra. Sisko, hogy elkerülje a háború kirobbanását, Gul Dukattal együtt a Kardassziára utazik, hogy onnan irányítsa a Defiant elfogását. Mikor ők is megtudják Riker célját, Dukat váltig állítja, hogy a szóban forgó csillagrendszerben semmiféle bázis nincs, ám mikor a közeledő Defiant-ot ismeretlen, valószínűleg az Obszidián Rend által irányított hajók fogadják, gyanakodni kezd. Épp ezért Sisko alkut ajánl neki: ha hajlandók visszaszolgáltatni a Defiant-ot, és kiadni az azt elrabló Maquiskat, cserébe megkaphatja a Defiant által a rendszerben rögzített adatokat, hogy a Központi Parancsnokság is megtudhassa, miben mesterkedik a hátuk mögött az Obszidián Rend. |                           |
| 56. | Ragályos szenvedély | Fascination               |
| 56. | Az állomáson mindenki izgatottan készül a bajori Hálaadás Ünnepére, mely neves esemény miatt többen felkeresik az állomást, többek között Vedek Bareil, és Lwaxana Troi is. Ám mire az egy teljes bajori napig tartó ünnepség megkezdődik, mintha mindenkinek több gondja támadna a kelleténél: felbomlanak az Állomáson megszokott intim kapcsolatok. O'Brien alaposan összevész a bajori expedícióról néhány napra hazalátogató feleségével; Odo egy pillanatra sem szabadulhat Lwaxanától; Kira azt veszi észre, hogy Bareil helyette egyre inkább Jadziával foglalkozik, aki viszont Siskot igyekszik megkörnyékezni, míg Jake Kirára próbál ráhajtani. Ahogy az ünnepség a tetőfokára hág, Kira és Bashir is áldozatul esnek a különös jelenségnek, később pedig egymásnak, végül pedig Quark vet szemet O'Brien feleségére, tovább rontva ezzel az amúgy is pengeélen táncoló házasság túlélési esélyeit. Végül kiderül, hogy mindez egy különleges betazoid betegségnek tudható be, melynek hatására Troi az Odo iránt érzett olthatatlan szerelmét sugározta ki a körülötte levőkbe, akik pedig ennek hatására titkos szerelmeiket kezdték ostromolni a Lwaxana által felerősített vágyaikkal. |                           |
| 57. | Múlt idő, I. rész | Past Tense, Part I        |
| 57. | Az állomás tisztikara a Csillagflotta Főhadiszállásra tart a Defianttal, egy, a Gamma Kvadránsról tartandó megbeszélésre. Először csak Bashir, Sisko és Dax sugároznak le, ám szinte azonnal kiderül, hogy nem érkeztek meg a célállomásra. Vagyis mégis, csak éppen jóval korábbra, mint azt valamivel később kiderítik, a huszonegyedik század végére. Ráadásul el is szakadnak egymástól, Bashir és Sisko egy úgynevezett menedék-kerületbe, egy munka- és otthon nélkülieknek fenntartott gettószerű helyre kerülnek, míg Daxot jó szerencséje, és főleg egy befolyásos pártfogója megóvja ettől a sorstól. Sisko hamarosan rájön, hol is vannak tulajdonképpen: a huszonegyedik század egyik legjelentősebb eseménye, az úgynevezett Bell-felkelés előtt állnak. Hamarosan találkoznak a felkelés névadójával is, akit, miközben az megmenti Bashirt egy verekedésben, megölnek. Bell halála komoly változásokat idéz elő az idővonalban, a Defiantnak és legénységének azonban sikerül átvészelnie az eseményt, Kira és O'Brien pedig megpróbálják kideríteni, hová keveredhettek el a tiszttársaik. |                           |
| 58. | Múlt idő, II. rész | Past Tense, Part II       |
| 58. | Sisko, Gabriel Bell szerepét magára vállalva (ennek célja, hogy helyreállítsa a kibillent idővonalat), igyekszik békés útra terelni a menedék-körzetben kitört felkelést, de ebben saját 'fegyvertársai' sincsenek különösebben segítségére. Daxnak sikerül rávennie Brynnert, hogy segítsen neki bejutni a lezárt területre, és mikor rábukkan Siskoékra, kiötlenek egy tervet: Dax Brynner segítségével megpróbálja elintézni, hogy a felkelés igazi okának híre kijusson a világba. A menedék-körzetben élők meg is kezdik rögzíteni a világnak szánt üzeneteiket, ám a kormányzó úgy dönt, eleget vártak, és elrendeli a rendőrségi rohamosztag bevetését a menedék-körzet megtisztítására. O'Brien és Kira eközben az átalakított transzporter segítségével sorra járják a szóba jöhető korszakokat, remélve, hogy sikerül rábukkanniuk eltűnt társaikra. |                           |
| 59. | Élet és halál között | Life Support              |
| 59. | Vedek Bareil, aki Kai Winn-el együtt, annak tanácsadójaként tartott egy Kardassziai-Bajori béketárgyalásra, súlyosan megsérül, mikor hajójuk balesetet szenved. Még életben van, mikor a sérült hajó megérkezik az állomásra, de Doktor Bashir minden igyekezetével sem tudja megmenteni az életét. Miután azonban a boncolás megkezdésekor mégis idegi aktivitást észlelnek a halottnak nyilvánított Bareilnél, a doktornak sikerül egy különleges eljárással újraélesztenie. Winn fölöttébb örül a hírnek, ugyanis Bareil segítségét nélkülözhetetlennek ítéli a tárgyalások lefolytatásához. Bareil azonban egyáltalán nincs jó állapotban, sztázisba kellene helyezni, hogy biztonságosan kidolgozhassák a teljes eredményt adó kezelést. Azonban Winn, és maga Bareil is ellene van ennek, arra kéri a doktort, hogy tartsa eszméleténél egy még kísérleti stádiumban levő gyógyszerrel, annak ellenére, hogy az még ronthat is az állapotán. Ez hamarosan be is következik, és Bashir kénytelen mesterséges szerveket, végül már pozitronikus agy-implantokat alkalmazni a Vedek életben tartására. A tárgyalás végül sikerrel zárul, Bareil azonban ekkorra menthetetlenné válik, testében már annyi mesterséges szerv működik, hogy Bashir megtagadja az életben tartáshoz szükséges újabbak beültetését, mert azok elvennék Bareil emberi mivoltának maradékát is. |                           |
| 60. | Kőszívű | Heart of Stone            |
| 60. | Odo és Kira az állomásra visszatérőben egy Maquis hajóra bukkannak, és azt üldözőbe véve a Vadvidék egyik barátságtalan bolygóján lyukadnak ki. A felszínen folytatják a Maquis üldözését, pontosabban egy barlangrendszerben, amelyet időről időre földrengések ráznak meg. A keresés azonban félbeszakad, mikor Kirát foglyul ejti egy különös kristály, ami lassan, de folyamatosan növekedve egyre jobban magába zárja az őrnagyot. Odo mindent megtesz, hogy kiszabadítsa, de semmi eredményt sem sikerül elérnie. A helyzet egyre kétségbeejtőbb, és mikor a rengések egyre intenzívebbé válnak, Kira arra kéri Odot, hagyja ott, és meneküljön, amíg még lehet. Az alakváltó azonban képtelen megtenni ezt, és végül bevallja Kirának, hogy szereti őt. Az őrnagy válaszát hallva azonban felébred benne a gyanú, és hamarosan fény derül az elpusztíthatatlan kristály titkára, és az állítólagos Maquis szökevény kilétére is. |                           |
| 61. | Végzet | Destiny                   |
| 61. | Két kardassziai tudós érkezik az állomásra, hogy a bajoriakkal és az állomás személyzetével közösen dolgozva elhelyezzenek egy kommunikációs állomást a féreglyuk Gamma Kvadránsbeli végénél, ami lehetővé tenné az ott tartózkodó hajókkal folytatott kommunikációt. Ezzel egy időben azonban egy vedek keresi fel Siskot azzal, hogy ha hagyja, hogy a kardassziaiak végrehajtsák a tervet, az a féreglyuk megsemmisülését fogja okozni, ahogyan az egy háromezer éves próféciából kiolvasható. A parancsnok kezdetben nem nagyon hisz a dologban, de ahogy a prófécia egyre több részlete válik valósággá kezdenek kétségei támadni. Azonban úgy dönt, folytatniuk kell a munkát, hogy ezzel erősítsék a nemrég megkötött békeszerződést Bajor és Kardasszia között, minek következtében a prófécia beteljesedik… Ám nem úgy, ahogyan azt az első értelmezés alapján várni lehetett. |                           |
| 62. | A megtért Nagus | Prophet Motive            |
| 62. | Zek Nagy Nagus váratlanul beállít Quarkhoz, és közli vele, hogy egy időre beköltözik hozzá, így Quark ideiglenesen kénytelen áthurcolkodni Romhoz. A Nagus különös szervezkedésbe kezd, jótékonysági alapot hoz létre, átdolgozza a Tulajdonszerzési Szabályokat, ami így már nem is emlékeztet korábbi változatára. Quark aggódva figyeli a változásokat, ám mikor Zek hajójának átkutatásakor egy bajori Hordozót talál, úgy érzi, megvan a válasz. A hajónaplóból kiderül, hogy Zek járt a féreglyukban, és valószínűleg a Próféták változtatták meg, ezért Quark úgy dönt, visszaviszi a Nagust 'garanciális cserére', de a Próféták végül majdnem őt is megváltoztatják Zekhez hasonlóan, és csak hosszas érveléssel tudja elkerülni a sorsát. Doktor Bashirnak közben mindenki az idegeire megy, ugyanis őt jelölték a Föderáció legrangosabb orvosi díjára, a doktor viszont tudja, hogy (mivel a genetikailag módosítottak esetében a törvények ezt kizárják) nincs esélye a díj elnyerésére, hiába úsznak örömmámorban a többiek. |                           |
| 63. | A látnok | Visionary                 |
| 63. | O'Brien egy baleset következtében enyhe sugárfertőzést szenved. Doktor Bashirnak sikerül rendbe hoznia, ám a főmérnök hamarosan különös utóhatásokat észlel: úgy tűnik, mintha szabályos időközönként rövid időre előreugrana a jövőbe. Ott pedig egyre aggasztóbb eseményeket lát, egy verekedést a bárban, a saját halálát, majd az állomás megsemmisülését. Az általa a jövőből magával hozott ismeretekre támaszkodva az állomás személyzete igyekszik megakadályozni az események bekövetkeztét, valamint kideríteni, mi váltja ki O'Brien nem mindennapos utazásait. |                           |
| 64. | Távoli hangok | Distant Voices            |
| 64. | Bashirt, miután visszautasította egy lethiai arra vonatkozó kérését, hogy adjon el neki egy kevés bio-mimetikus gélt, a lény valamivel később megtámadja a gyengélkedőn. Mikor a doktor később magához tér, az állomás szinte teljesen kihalt, a rendszerek nagy része üzemképtelen, ő pedig mintha távoli hangokat hallana valahonnan, ráadásul pillanatról pillanatra öregszik. Hamarosan találkozik a lethiaival, aki mintha rá vadászna, valamint a személyzet egy részével, akik azonban egyáltalán nem úgy viselkednek, mint szoktak. Bashir úgy érzi, mindennél fontosabb, hogy újra üzembe helyezzék az állomást, ám a lethiai a jelek szerint épp ellenkező véleményen van, mert egymás után öli meg Bashir társait. A doktor végül már csak Garakra számíthat, akiről azonban kiderül, hogy nem az, akinek látszik, mint ahogy az állomás is valami sokkal jelentősebb dolgot reprezentál pusztán saját magánál. |                           |
| 65. | A túloldalon | Through the Looking Glass |
| 65. | Sisko különös látogatót kap az alternatív valóságból érkezett Smiley képében, aki magát O'Briennek kiadva elrabolja a parancsnokot. A tüköruniverzum lakói azért ragadtatták magukat erre az elkeseredett lépésre, mert a terrai forradalmárok nagy veszélyben vannak: ha Jennifer Siskonak sikerül befejeznie azt a szenzorrendszert, amin dolgozik, a (klingon-kardassziai) Szövetség erői kifüstölhetik a lázadókat a Badlands területéről. És mivel az alternatív valóság Ben Siskoja időközben meghalt, csak egyetlen ember van, aki esetleg képes lehet Jennifert átcsábítani a Szövetség oldaláról a felkelőkhöz: Sisko parancsnok. |                           |
| 66. | Titkos szövetség [2/1] | Improbable Cause          |
| 66. | Garak boltját látszólag minden különösebb ok nélkül felrobbantják, ez persze felkelti Odo érdeklődését, aki nyomozni kezd. A szálak egy flaxiai merénylőhöz vezetnek, ám Odonak nem sikerül kiderítenie, ki volt a megbízója, mert a romulánok idejekorán megsemmisítik a flaxiai hajóját, vele magával együtt. Az alakváltó ekkor úgy dönt, ideje behajtani egy régi adósságot, és egy kardassziai titkos ügynöktől szerez újabb adatokat. Tőle tudja meg, hogy a Garak elleni merénylet csak valaminek az előkészülete, mert ezzel egy időben több másik, egykori Obszidián Rendbeli ügynök is meghalt különféle 'balesetekben'. Az áldozatokban egy dolog volt közös, mindannyian az Obszidián Rend néhány éve visszavonult főnöke, Enabran Tain közvetlen munkatársai voltak, csakúgy mint Garak. Odo, és a hozzá kéretlenül csatlakozó Garak útnak indulnak, hogy felkutassák Taint, aki valószínűleg szintén veszélyben van. Ám félúton, mélyen a kardassziai felségterületen egy álcázott romulán Warbird fogja el őket, melynek fedélzetén nem más, mint maga Tain utazik. |                           |
| 67. | A kocka el van vetve [2/2] | The Die Is Cast           |
| 67. | Miután kiderült, hogy a romulanok Tain utasítására ölették meg a többi exügynököt, és Garakkal is az ő utasítására kellett volna végezniük, Garak addig apellál a Tainnal fennálló régi barátságra, hogy az végül belátja, a szabónak álcázott titkos ügynök még a hasznukra is lehet. Annál is inkább, mert magával hozta Odot, aki egy fajba tartozik az alapítókkal, így valószínűleg első kézből tud adatokat szolgáltatni Tainnak és romulan szövetségeseinek. A két nép titkosszolgálata, a Tal Shiar és az Obszidián Rend ugyanis titkos akcióra indult az Alapítók anyabolygójának megsemmisítésére, azt remélve, hogy titokzatos vezetőik elvesztésével a Domínium is összeomlik, és megszűnik az általa az Alfa Kvadránsra jelentett fenyegetés. A küldetés azonban csúfos kudarccal zárul, mikor kiderül, hogy a két titkosszolgálat az Alapítók gondosan kitervelt csapdájába esett, és a többszörös túlerővel szemben tehetetlen, pusztuló flotta vezérhajójáról csak az admirálisi utasítást megszegve az Odo megmentésére a Gamma Kvadránsba érkezett Defiant tudja kimenteni az alakváltót és Garakot. |                           |
| 68. | A felfedezők | Explorers                 |
| 68. | Sisko egy bajori kutatóútról visszatérve nagyszabású terv végrehajtásába kezd: szeretne megépíteni egy olyan napvitorlást, amivel a bajoriak a régi feljegyzések szerint már nyolcszáz éve csillagközi utakat tettek, sőt, valószínűleg eljutottak egy ilyen hajóval egészen Kardassziáig is. A kardassziaiak persze hevesen tiltakoznak egy ilyen lehetőség ellen, ráadásul a jelek szerint Jake sem igazán lelkesedik azért, hogy apjával tartson a kalandos utazásra. Végül azért mégis beleegyezik, és az út végén, mely során sikerül tisztázni néhány családi jellegű nézeteltérést is, olyan meglepetés várja őket, amire még álmukban sem gondoltak volna. |                           |
| 69. | Családi ügy | Family Business           |
| 69. | Quark kellemetlen látogatót kap, a Ferengi Kereskedelmi Hatóság felszámolója nevében, aki arról tájékoztatja, hogy az anyja súlyos bűnt követett el: nő létére üzleti tranzakciókat folytatott, komoly haszonra téve szert, és ha nem vallja be ezen tevékenységét, és szolgáltatja vissza a profitot, azt Quarknak kell megtérítenie. A bártulajdonos persze azonnal Ferenginarra siet, ahová Rom is követi. Míg Quark a ferengi szabályok betartását követeli, Rom nem győzi csodálni anyját üzleti érzékéért, és mindenben igazat ad neki, minek köszönhetően tovább mérgesedik viszonya a testvérével. Sisko eközben Jake mesterkedésének köszönhetően megismerkedik egy nővel, aki, mint az kiderül, rajta és Jake-en kívül az egyetlen olyan ember a szektorban, aki tudja, mi az a baseball. |                           |
| 70. | Shakaar | Shakaar                   |
| 70. | Aggasztó hírek érkeznek az állomásra Bajorról: a miniszterelnök meghalt, és mivel csak egyetlen jelölt állt ki utódjaként, automatikusan ő kapta meg a tisztséget. Ez önmagában nem volna baj, ha nem Kai Winn lenne ez a 'szerencsés', aki hamarosan fel is keresi Kirát azzal, hogy az segítsen neki néhány állítólag törvénytelenül eltulajdonított mezőgazdasági gép visszaszerzésében. Kira először nemet mondana, de mikor megtudja, hogy Shakaart gyanúsítják, egykori ellenálló sejtjének vezetőjét, mégis utánajár a dolognak. Kiderül, hogy Shakaar és társai teljesen legálisan kapták meg a gépeket, hogy rendbe hozhassák velük Dahkur mezőgazdaságát, Winn viszont most vissza akarja venni tőlük, hogy egy általa fontosabbnak vélt helyen alkalmazzák őket. Shakaar természetesen nem hajlandó lemondani róluk, mire Winn végül a hadsereget veti be ellenük, polgárháborút kockáztatva ezzel. |                           |
| 71. | Tükrök | Facets                    |
| 71. | Dax különleges dologhoz kéri tiszttársai és barátai segítségét: egy trill szertartáshoz, melynek során korábbi hordozóinak emlékeit telepatikus úton ideiglenesen átültetik egy-egy ideiglenes hordozóba, hogy a jelenlegi hordozó jobban megismerhesse a szimbiótában lakozó többi személyiséget. A dolog eleinte rendben zajlik, bár Joran, a gyilkosságot elkövetett hordozó okoz egy kis izgalmat, az igazi gondot azonban Curzon okozza, aki, miután egyesítették Odoval, kijelenti, hogy nem akar többé visszatérni a szimbiótába. Quark eközben mindent elkövet, hogy megfúrja Nog alkalmassági vizsgáját a Csillagflotta-akadémiai előkészítőbe (szégyennek tartva, hogy egy ferengi a profitszerzés helyett a hajóstiszti életpályát választja), ám végül Rom a sarkára áll, és véget vet bátyja akadékoskodásának. |                           |
| 72. | Az ellenség [3/1] | The Adversary             |
| 72. | Sisko parancsnokot kapitánnyá léptetik elő, ám nem sokáig ünnepelheti az eseményt, ugyanis a Defiant kifutási parancsot kap. A tzenkethik anyabolygóján a jelek szerint puccsot hajtottak végre, és félő, hogy a megváltozott erőviszonyok esetleg határvillongásokhoz vezethetnek, ezért kell a Defiantnak a határhoz vonulnia, hogy jelét adja a Csillagflotta-jelenlétnek. A küldetésre a híreket hozó nagykövet is a legénységgel tart, ám Sisko nem bízik benne feltétlenül. Kevéssel útnak indulásuk után egy határ menti Föderációs kolónia tzenkethi támadásról számol be, ami gyakorlatilag hadüzenettel ér fel, ám szinte ugyanebben a pillanatban sorozatos meghibásodások kezdődnek a Defiant rendszereiben. O'Brien valamilyen kvázi-autonóm struktúrát fedez fel a hajó áramköreiben, ami percről percre több rendszer vezérlését veszi át, és a Defiant hamarosan irányíthatatlanná válik. Mivel szabotázsnak tűnik a dolog, a legénység kutatni kezd, és hamarosan kiderül, hogy egy alakváltó a tettes. Megkezdődik a hajtóvadászat, ám mivel az alakváltó bárki vagy bármi alakját fel tudja venni, a legénységnek nincs könnyű dolga. Közben a magát önállósított Defiant álcázva, aktív fegyverzettel átlépi a határt, a szabotőr célja a jelek szerint az, hogy ezzel az akcióval háborút robbantson ki a Föderáció és a tzenkethik között. Sisko, más kiutat nem látva, beindítja az önmegsemmisítő rendszert, de O'Briennek sikerül helyreállítania a főbb rendszerek vezérlését, mielőtt még túl késő volna, Odo pedig felkutatja, és nem szándékosan ugyan, de megöli a szabotőr alakváltót, nyilvánvalóan egy Alapítót. |                           |